# Sidusa recondita
Sidusa recondita là một loài nhện trong họ Salticidae.
Loài này thuộc chi Sidusa. Sidusa recondita được Elizabeth Maria Gifford Peckham & George William Peckham miêu tả năm 1896.